# Hyōgo bugyō
Les Hyōgo bugyō (兵庫奉行) sont des fonctionnaires du shogunat Tokugawa dans le domaine d'Amagasaki au cours de l'époque d'Edo du Japon. Les nominations à cette importante fonction sont généralement réservées aux fudai daimyo, mais cette position compte parmi les postes supérieurs administratifs ouverts à ceux qui ne sont pas daimyos. Les interprétations classiques traduisent ces titres japonais par « commissaire », « surveillant » ou « gouverneur ».

## Histoire
Le port de Kōbe est d'abord connu sous le nom ancrage d'Ōwada (大輪田泊, Ōwada-no-tomari), tel que décrit dans le Nihon Shoki et autres documents décrivant la fondation du Ikuta-jinja par l'impératrice Jingū en 201 av. J.-C., Pendant la plupart de son histoire, cette région côtière n'est pas une entité politique singulière. Durant l'époque d'Edo, les parties orientales de l'actuelle Kōbe relèvent de la compétence du domaine d'Amagasaki et les parties occidentales sont englobées dans le domaine d'Akashi tandis que le centre est contrôlé directement par le shogunat Tokugawa,.
Ce titre du bakufu désigne un fonctionnaire responsable de l'administration de cette zone portuaire à Hyōgo (moderne Kōbe). La position est créée en décembre 1864. Il n'y a d'abord qu'un bugyō jusqu'à ce que la position soit devenue caduque en décembre 1865. En 1867, le poste est restauré et par la suite, il y a toujours deux bugyō.
Durant cette période, Hyōgo se développe suffisamment pour être classée parmi les plus grands centres urbains, dont certains sont désignés « ville shogunale ». Le nombre de ces villes a augmenté de trois à onze sous l'administration des Tokugawa.

## Liste deHyōgo bugyō
- Shibata Takenada (1868)[8].